# 2010 LQ68
2010 LQ68 est un objet transneptunien de magnitude absolue 7,6 et de diamètre estimé à 167 km. Il est en résonance 6:11 avec Neptune.